# Toyota Picnic
Toyota Picnic — автомобіль, японської компанії Toyota, розроблений на базі Toyota Carina. Являє собою 5-дверний мінівен з двома-трьома рядами крісел і місткістю 4-7 пасажирів.

## Опис

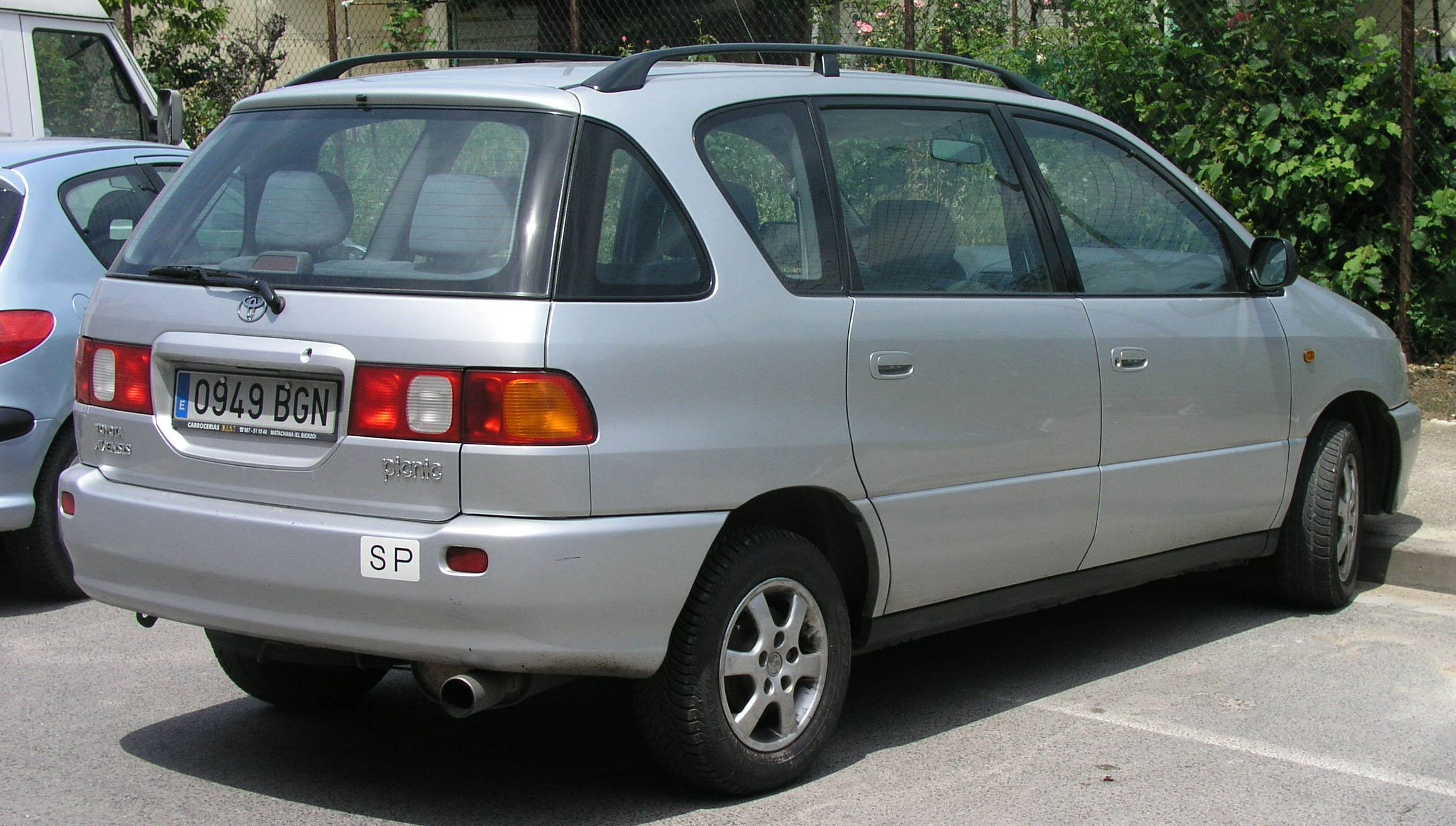
Toyota Picnic

Досить великий багатофункціональний салон і конструкція сидінь роблять цю машину підходящою для сімейних поїздок.
В кінці 1996 року Toyota Picnic дебютувала в Європі. З початку виробництва вона мала тільки один 2,0 літровий двигун потужністю 128 к.с. (94 кВт). У 1999 році лінійка автомобілів була поповнена дизельним 2,2 літровим двигуном потужністю 90 к.с. (66 кВт).
Toyota Picnic має 4-7 сидінь в залежності від комплектації та побажання власника. Сидіння розташовуються в три ряди (2, 2-3, 2), причому останні два можна вилучити розширивши тим самим обсяг багажника. Коли встановлені сидіння третього ряду, корисний об'єм багажника скорочується до 180 літрів. Без сидінь третього ряду обсяг багажника зростає до 580 літрів. Безпека водія та пасажирів оцінену досить високо (чотири бали із п'яти можливих), забезпечують дві подушки безпеки і система АБС - кращі на момент початку виробництва. За якістю збірки Toyota Picnic став однією з кращих машин фірми Toyota.
Незважаючи на те, що автомобіль не відрізняється вишуканістю і красою форм, тільки в 1999 році в Німеччині було продано 4000 автомобілів. До моменту зняття з виробництва, Picnic виготовлявся вже майже повних п'ять років. Нішу, яку займає Toyota Picnic зайняла наступна модель Toyota Avensis Verso.
Основні конкуренти моделі - Vauxhall Zafira, Citroën Xsara Picasso і Renault Megane Scenic. 

## Двигуни
- 2.0 л 3S-FE
- 2.2 л 3C-TE diesel

## Коробки передач
Обидва двигуни працюють в парі з чотириступінчастою АКПП. або 5-ст. механічною коробкою передач.